# Bothriomyrmex saundersi
Bothriomyrmex saundersi é uma espécie de inseto do gênero Bothriomyrmex, pertencente à família Formicidae.